# Aleatico
De Aleatico is een van oorsprong blauwe Italiaanse druivensoort die meestal gebruikt wordt om zoete rode wijn te maken.

## Gebieden
In Italië wordt de druif verbouwd in Abruzzo, Puglia en Elba, in Frankrijk op Corsica en buiten Europa in Chili, in Californië en Australië en zelfs in Kazachstan en Oezbekistan.

## Kenmerken
De Aleatico is een fragiele druif (dunne schil) met een sterke rozengeur, dat verwantschap suggereert met de Muscat Blanc à Petits Grains. Het aroma van de lychee is kenmerkend voor deze soort. De Aleatico heeft een relatief hoog alcoholgehalte dat voor een mooi evenwicht zorgt met de hoge zuurgraad. Van Elba komt de wijn Aleatico di Portoferraio, die voornamelijk van deze druif wordt gemaakt en als een van de weinige Italiaanse zoete wijnen de hoogste DOCG-status heeft.

## Synoniemen[1]
- Aglianico Nero
- Agliano
- Agliatico
- Aleatiau
- Aleatica
- Aleatica di Firenze
- Aleatichina
- Aleatico Ceragino
- Aleatico Ciliegino
- Aleatico Comune
- Aleatico de Corse
- Aleatico de Florence
- Aleatico de Portoferraio
- Aleatico de Solmona
- Aleatico dell'Elba

- Aleatico di Altamura
- Aleatico di Benevento
- Aleatico di Firenze
- Aleatico di Sulmona
- Aleatico di Toscana
- Aleatico Gentile
- Aleatico Nera della Toscana
- Aleatico Nero di Fermo
- Aleatico Nero di Firenze
- Aleatico Perugino
- Aleatico Nera
- Aleaticu
- Aleatiko
- Aleatiko Nero
- Alegatico

- Aliatico
- Aliatico di Benevento
- Aliaticu
- Alleaticu
- Allianico
- Allianco degli Abbuzzi
- Ispanskii Rozovyi
- Lacrima Christi
- Lakrima Kriati
- Leatico
- Livatica
- Moscatelle Livatiche
- Moskatele Livatike
- Muscatellus
- Muskat Toskanski

- Muskatele Livatike
- Nero Occhio di Pernice
- Occhio di Pernice Nera
- Ogliatico
- Rossanella
- Uva Aleatica
- Uva dei Gesuiti
- Uva Liatica
- Uva Liatika